# Дихнов Микола Васильович
Микола Васильович Дихнов (2 лютого 1919, село Салтиковка Аткарського повіту Саратовської губернії, тепер Саратовської області, Російська Федерація — 22 грудня 1991, місто Москва, Російська Федерація) — радянський казахський діяч, 1-й секретар ЦК ЛКСМ Казахстану, 1-й секретар Алма-Атинського міського комітету КП Казахстану, 1-й секретар Алма-Атинського промислового обласного комітету КП Казахстану. Депутат Верховної ради Казахської РСР 3—5-го скликань. Депутат Верховної ради СРСР 6-го скликання.

## Життєпис
З 1941 по 1942 рік служив у Червоній армії, учасник німецько-радянської війни.
У 1942 році закінчив Казахський державний університет імені Кірова, викладач російської мови і літератури.
У 1942—1946 роках — інструктор, заступник завідувача відділу пропаганди і агітації ЦК ЛКСМ Казахстану.
Член ВКП(б) з 1945 року.
У серпні 1946 — лютому 1949 року — секретар ЦК ЛКСМ Казахстану.
У лютому 1949 — вересні 1952 року — 2-й секретар ЦК ЛКСМ Казахстану.
У 1952—1954 роках — заступник завідувача відділу по роботі серед шкільної молоді ЦК ВЛКСМ у Москві.
У червні 1954 — лютому 1958 року — 1-й секретар ЦК ЛКСМ Казахстану.
У 1958—1959 роках — 2-й секретар Алма-Атинського обласного комітету КП Казахстану.
У 1959—1961 роках — завідувач відділу партійних органів ЦК КП Казахстану.
У 1961—1963 роках — 1-й секретар Алма-Атинського міського комітету КП Казахстану.
У січні 1963 — грудні 1964 року — 1-й секретар Алма-Атинського промислового обласного комітету КП Казахстану.
У грудні 1964 — 1965 року — 1-й секретар Алма-Атинського міського комітету КП Казахстану.
У 1965—1967 роках — головний інспектор Комітету партійно-державного контролю ЦК КПРС і Ради міністрів СРСР.
У 1967—1969 роках — інспектор ЦК КПРС.
У 1969—1978 роках — радник Посольства СРСР у Болгарії. 
У 1978—1980 роках — генеральний консул СРСР у місті Щецині (Польща).
З 1980 року — персональний пенсіонер, секретар первинної партійної організації в Москві.
Помер 22 грудня 1991 року в Москві.

## Нагороди
- орден Леніна
- орден Вітчизняної війни І ст.
- орден Трудового Червоного Прапора
- орден Червоної Зірки
- орден «Знак Пошани»
- медалі